# Comuna Ksaverivka, Cerneahiv
Ksaverivka (în ucraineană Ксаверівська сільська рада) este o comună în raionul Cerneahiv, regiunea Jîtomîr, Ucraina, formată din satele Kruceneț și Ksaverivka (reședința).

## Demografie
Componența lingvistică a comunei Ksaverivka
     Ucraineană (98,64%)
     Rusă (1,36%)
Conform recensământului din 2001, majoritatea populației comunei Ksaverivka era vorbitoare de ucraineană (98,64%), existând în minoritate și vorbitori de rusă (1,36%).